# 坎內爾頓 (印第安納州)
坎內爾頓（英語：Cannelton）是一個位於美國印地安納州佩里縣的城市。

## 人口
根據2010年美國人口普查的數據，坎內爾頓的面積為4.10平方千米，當中陸地面積為3.84平方千米，而水域面積為0.26平方千米。當地共有人口2915人，而人口密度為每平方千米710.98人。